# Пенински национален парк (Полша)
Вижте пояснителната страница за други значения на Пенини.
Пенинският национален парк (на полски: Pieniński Park Narodowy) е национален парк в най-южните части на Полша, Малополско войводство в близост и до границите със Словакия. Намира се в сърцето на едноименната планина Пенини. В югоизточна посока на територията на Словакия но планинския масив продължава друг национален парк, носещ същото име. Това е един от най-малките и същевременно един от най-високо разположените национални паркове в Полша.

## Местонахождение и характеристика
Паркът е защитена зона с планински ландшафт разположена в Южна Полша, Малополско войводство, Новотаргски окръг. Управлението му се намира в град Крошченко над Дунайцем. В крайните югоизточни части на парка и едновременно като граница между двете държави и национални паркове преминава река Дунаец, като образува живописно ждрело. Западните му граници естествено са обусловени от бреговете на изкуствено Чорщинско езеро, като малък ексклав от него е обособен по западните брегове на водоема в близост до село Фалщин и друг по-малък на отсрещния бряг разположен северозападно от основната територия на парка. Няколко по-малки ексклава има южно и северно от парка, които практически попадат в границите на буферната му зона.. На юг и север в непосредствена близост до парка има голям брой населени места, а от село Вижне Сромовце на север през парка преминава път свързващ селищата от юг с тези във вътрешността на страната. Най-високата точка в Пенинския парк е връх Три Корони (982 m).
Приблизителната дължина на националния парк е около 35 km, а ширината му около 6 km. Разположен е на площ от 23,46 km², от която 13,11 km² е заета от гори. Буферната зона около него е 26,82 km². Около една трета от територията му 7,5 km² е строго защитена. Около 53% от земята е държавна като голяма част е откупена от населението в периода преди Втората световна война. Останалата част е собственост на частни стопани, които я използват по предназначение.

## История
Идеята за създаването на Националния парк идва през 1921 година от проф. д-р Владислав Шафер, член на Националната комисия за опазване на природата (на полски: Państwowa Komisja Ochrony Przyrody). През същата година е създаден частен резерват от Станислав Дрохойовски на площ от 75 000 m² в района на останките от замъка при село Чорщин. През 1928 г. полското правителство прави и първата покупки земя и на 23 май 1932 Министерството на земеделието създава националния парк с площ от 7,36 km².

## Флора
Растителното разнообразие в парка е значително, въпреки сравнително малката му площ. Тук са открити и описани около 1100 вида висши растения, 280 вида водорасли, 290 вида листнати и чернодробни мъхове, 435 вида лишеи, 558 вида паразитни гъби и 698 вида плодни гъби. Тук се срещат и няколко ендемични вида, които не се срещат никъде другаде.
Растителните съобщества, които изграждат парка могат да бъдат описани в три основни вида:
- Долинита на река Дунаец и нейни притоци. Комплексът се характеризира с липсата на естествени растителни съобщества над големи части от района. Липсват мочурливи ливади характерни за тези райони поради факта, че земите около реките са усвоени от хората като са превърнати в населени места, ниви, ливади и пасища.
- Северни склонове. Доминирани са от мезофилни растителни съобщества от букови и елови гори, ниви и ливади.
- Силно слънчеви южни склонове. Доминирани са от ксеротермни съобщества от елови и букови насаждения. Значителна част от тях са заети от земеделска земя и сухи пасища.

## Фауна
По отношение на фауната Пенините са едно от местата, където тя е най-добре проучена в Полша. Тук са открити и описани около 7100 вида като 25 от тях са документирани за първи път тук за Полша. Това прави около половината животни от фаунистичното разнообразие на Полша. От животинските видове най-голям е делът на безгръбначните. Те наброяват около 6800 вида. Най-ценни и интересни за посетителите на парка са пеперудите. Рибите наброяват 17 вида и обитават основно водите на река Дунайец. Най-често срещаните са скобар, барбуси, речен кефал и липан. Земноводните наброяват 10 вида като всички от тях са защитени видове. Тук се срещат алпийски, малък гребенест, голям гребенест и карпатски тритон, дъждовник, жълтокоремна бумка, кафява крастава жаба, зелена крастава жаба и планинска жаба. От влечугите се срещат ливаден гущер, живороден гущер, слепок, жълтоуха водна змия, медянка и усойница. От птиците тук са регистрирани 188 вида като 125 от тях гнездят в парка. Многообразието от видове се дължи на разнообразните типове местообитания. Един от най-интересните видове е скалолазката. Срещат се и керкенез, гарван гробар, сива мухоловка, черен щъркел, лещарка, черен кълвач. В близост до река Дунаец се среща ливаден дърдавец, а в целия парк се срещат различни представители на грабливите птици. Те се хранят основно с гризачи които съставляват значителна част от 61 вида бозайници регистрирани в Пенини. Друг значителен дял от бозайниците се пада на прилепите, които в парка наброяват 17 вида. От най-редките видове е малкия подковонос. Едрите бозайници са ограничени от малкия размер на парка и наличието на множество селища в близост. От тревопасните най-едри са благороден елен и сърна. Дивите свине също са разпространени тук. От хищните бозайници най-разпространена е дивата котка. Тук се срещат и няколко риса, както и вълци, които мигрират тук от съседни райони. В последните години се наблюдава и присъствието на единични кафяви мечки. От по-дребните хищници се срещат белки, невестулки, видри, различни насекомоядни бозайници.

## Забележителности в и в близост до парка
В един от северозападните ексклави на парка непосредствено до изкуственото езеро се намира замъкът Чорщин. Преди да бъде изградено изкуственото езеро той се е извисявал на хълм над река Дунайец. Предполага се че е изграден в 14 век, като основен разцвет претърпява по време на царуването на Кажимеж III Велики. В периода 1629 – 1643 г. е извършена реконструкция, но век по-късно през 1790 г. гръм удря покрива му и причинява пожар. В резултат замъкът е полуразрушен и изоставен.
В непосредствена близост до парка се намират няколко природни и културни забележителности:
- Музей в Шчавница. Градът се намира източно от националния парк. Музеят показва историята на Шчавница и представя колекции на местните занаяти. Изложени са и множество нагледни материали от периода на Втората световна война. Част от изложбата е посветена на писателя Ян Виктор.
- Резерват „Во̀нвуз Хомо̀ле“. Името идва от рутенските думи означаващи Овално дефиле. Дефилето е образувано от водите на потока Камьонка, ляв приток на река Грайца̀рек. Резерватът е основан през 1963 година и заема площ от 58,6 хектара разположени от двата бряга на реката. Резерватът е място, където се срещат редица хищни птици като соколи, ветрушки и бухали.
- Резерват „Бя̀ла Во̀да“. Резерватът е основан през 1963 г. в района на поречието на потока Бяла Вода. Заема площ от 33,7 ha. Атрактивни за него са различни скални образувания.
- Резерват „Висо̀ке Ска̀лки“. Резерватът е основан през 1961 г. Заема площ от 10,9 ha. Основан е с цел опазване на ценни иглолистни находища.
- Църква „Свети Мартин“ в село Гривалд. Това е дървена църква от 15 век. В сегашния си вид е от 1618 г. след извършен ремонт. Църквата е смятана за един от най-ценните дървени готически храмове в Галиция.
- Стара православна църква Св. Йоан Кръстител в село Яворки. Църквата е каменна и датира от 1798 г. Интересен факт е, че е построена в стил наречен йозефински.
- Минерални извори в Крошченко над Дунаец. Водата блика от два извора пригодени за използване от хората през 1830 г. Богата е на въглероден диоксид както и бикарбонати, хлориди, карбонати и йодиди.
- Освен замъка Чорщин по поречието на река Дунаец има още 12 средновековни замъка повечето от които днес са в руини.